# Paul Signac
Paul Signac (Párizs, 1863. november 11. – Párizs, 1935. augusztus 15.) francia tájképfestő, a pointillizmus megalkotója festő-társával, Georges Seurat-val együtt. Ők hozták létre a divizionizmus festészeti technikáját is, amely csak a három alapszínből visz fel pontokat a vászonra, és ezek kombinációiból alkotja meg a képet.

## Élete és munkássága

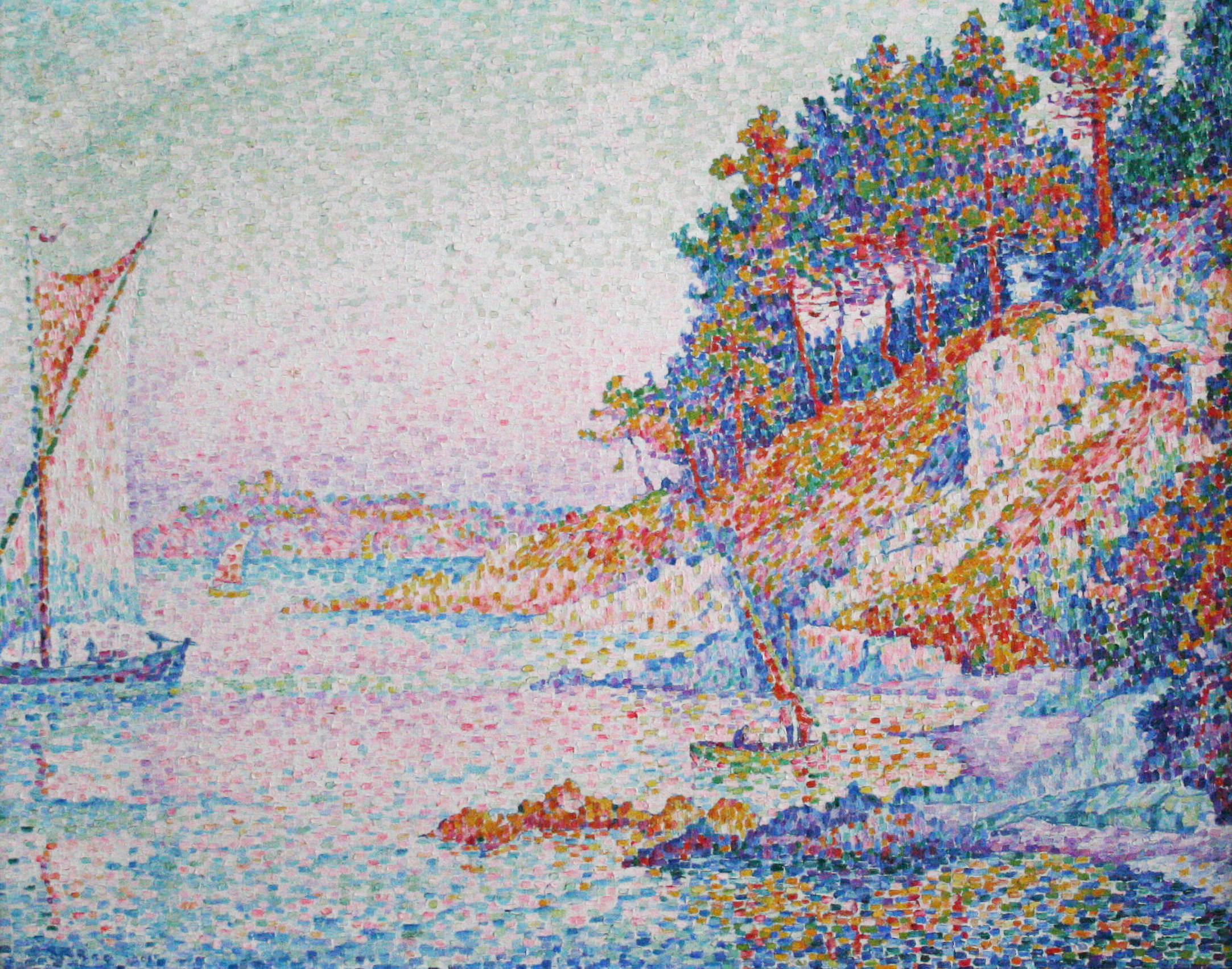
Az öböl – 1906

Jómódú kereskedőcsaládban született. Építésznek tanult, de 18 éves korában eldöntötte, hogy festő akar lenni. Vitorláshajón körbejárta Európa partjait és megfestette a parti tájakat. Később Franciaországban városképeket is festett.
1884-ben találkozott Claude Monet-val és Georges Seurat-tal, akinek festői módszere mélyen megragadta és akinek hűséges követőjévé vált. Hatására elhagyta az ecsetvonások alkalmazását, ehelyett pontokat vitt fel a vászonra tiszta színekből, amelyek nem a vásznon, hanem a csak a néző szenében állnak össze képpé – azaz a pointillizmus híve lett.
Signac festményeinek nagy része a francia partokat ábrázolja. Minden nyáron elhagyta a fővárost, hogy Dél-Franciaországba utazzon. St. Tropezban házat is vásárolt. 1889-ben meglátogatta Vincent van Gogh-ot Arles-ban.
Vitorlás útjairól vibráló, élénk vízfestményeket, vázlatokat vitt haza, amelyekről műtermében készítette el a pointillista vásznakat.
Más műfajokkal is kísérletezett. Rézkarcokat, kőnyomatokat készített, sok tollrajzot is alkotott kis pontokból. Nagy hatással volt a francia festők következő generációjára, különösen Henri Matisse-ra és André Derain-re, és így jelentős szerepe volt a fauvizmus létrejöttében.
Elnöke volt a Független Művészek Társaságának (Société des Artistes Indépendants) 1908-tól haláláig. Bátorította a fiatal művészeket – ő volt az első, aki Matisse-tól képet vásárolt – kiállította a "vadak" és a kubisták vitatott műveit.
Több jelentős elméleti művet is írt a művészetekről, köztük az Eugène Delacroix-tól a neoimpresszionizmusig címűt, ami 1899-ben jelent meg.
Politikailag anarchista volt, mint sok barátja, például Camille Pissarro is.

## Magyarul
- Delacroix-tól a neoimpresszionizmusig. Paul Signac elméleti írásai és egyéb szemelvények a neoimpresszionizmus dokumentumaiból; bev., jegyz. Françoise Cachin, ford., kieg. tanulmányok és képvál. Csorba Géza; Corvina, Bp., 1978 (Művészet és elmélet)

## Művei
- 1887 Collioure látképe
- 1890 Félix Fénéon arcképe
- 1891 Bárkák a napfényben
- 1891 Szellő Concarneau-ban
- 1900 Pápák kastélya Avignonban
- 1905 Velence
- 1906 Rózsaszín felhő, Antibes
- 1909 Konstantinápoly
- 1914 Este, Antibes
- 1918 A marseille-i kikötő bejárata
- 1921 Kikötő La Rochelle-nél

## Galéria

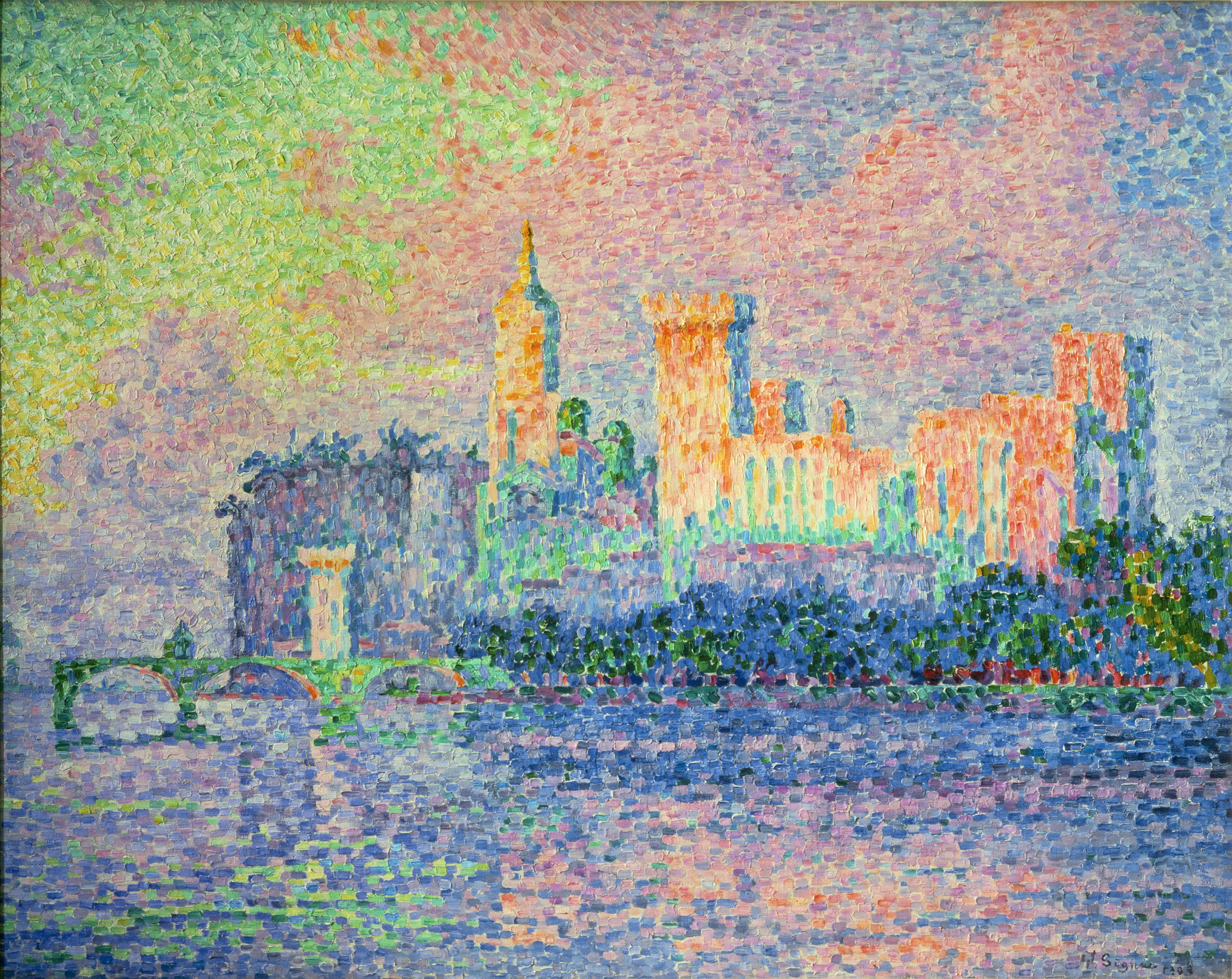
Pápák kastélya Avignonban (1900)
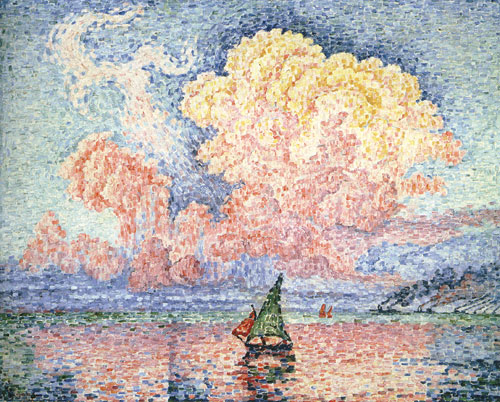
Rózsaszín felhő, Antibes (1906)
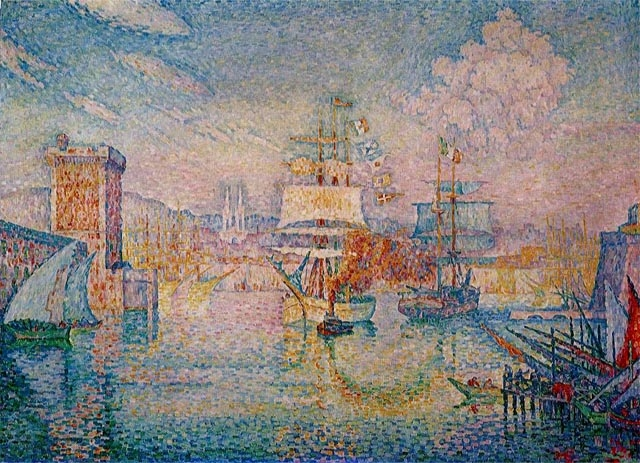
A marseille-i kikötő bejárata (1918)
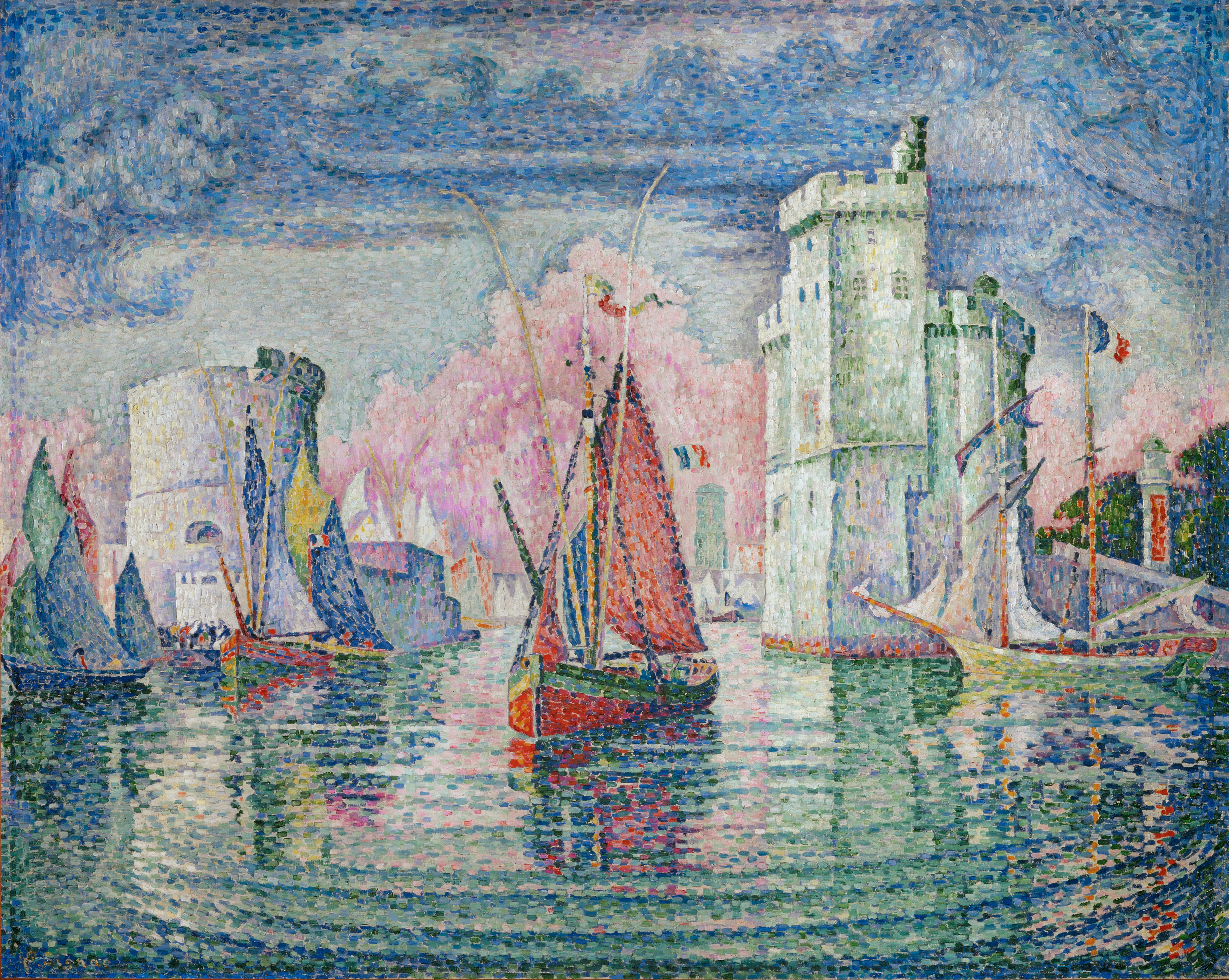
Kikötő La Rochelle-nél (1921)